# François Golse
François Golse (* 10. September 1962 in Talence) ist ein französischer Mathematiker.
Golse wurde 1986 an der Universität Paris XIII bei Claude Bardos promoviert (Contribution à l'étude des équations du transfert radiatif). 1987 wurde er Wissenschaftler der CNRS an der École normale supérieure. 1993 wurde er Professor an der Universität Paris VI. Er ist seit 2006 Professor an der École polytechnique.
Golse beschäftigt sich mit partiellen Differentialgleichungen. Mit Laure Saint-Raymond zeigte er 2004 eine Verbindung der schwachen Lösungen der Boltzmann-Gleichung mit den Leray-Lösungen der inkompressiblen Navier-Stokes-Gleichung. Für diese mathematisch strengen Resultate zum hydrodynamischen Grenzwert der Boltzmann-Gleichung der Gasdynamik erhielt er 2006 mit Saint-Raymond den SIAG-APDE Preis der SIAM (für die beste Arbeit über partielle Differentialgleichungen). Er befasst sich auch mit anderen Gleichungen der mathematischen Physik (Verteilung freier Weglängen im Lorentz-Gas, hydrodynamische Grenzwerte anderer kinetischer Gleichungen, zeitabhängige Hartree-Fock-Theorie).
2004 hielt er einen der Plenarvorträge auf dem Europäischen Mathematikerkongress (Hydrodynamic limits). Er war Invited Speaker auf dem ICM 2006 in Madrid (The periodic Lorentz-Gas in the Boltzmann-Grad limit).
Er ist Mitglied des Institut Universitaire de France. Er erhielt den Louis Armand Preis der französischen Akademie der Wissenschaften und den Claude-Antoine Peccot Preis des Collège de France.